# صفاء محمد علي
صفاء محمد علي فنان ومخرج عراقي ولد في عام 1925م في بغداد وتوفي عام 1979م عن عمر يناهز 54 عاماً.

## حياته
هو مخرج وممثل عراقي ولد في عام 1925م وسط عائلة ملتزمة وبسيطة في منطقة الكرخ وسط احياء بغداد القديمة، والده كان يعمل كاتب عدل في المحكمة. عاش المخرج صفاء محمد علي معظم حياته في منطقة حي الكرخ في بغداد حتى عام 1958م من بعدها انتقل للعيش مع أهله إلى منطقة حي الحرية في بغداد. كان له من الأخوات ثلاثة ومن الأخوة واحد فقط وهو المطرب صبحي محمد علي، له من البنات اثنتين، أولهما سميرة صفاء محمد علي من زواجه الأول وهناء صفاء محمد علي من زواجه الثاني.
تميز صفاء محمد علي بخفة دمه وحنانه الفياض على كل من عرفه من أقارب وأصدقاء وجيران حيث كان يصرف ما يجنيه على الهدايا والمساعدات لأهله وجيرانه، امتاز محمد علي بعلاقته المميزة مع والدته وأخواته وأولاد وبنات أخواته حيث كان طيب القلب وكريماً معهم.
عُرف عنه حبه للمساعدة وتقديم الدعم لمن يحتاجه حيث قام بدعم العديد من المواهب الفنية منهم الفنانة اللبنانية نجاح سلام منذ بداياتها وقدم لها جميع أنواع العون كما دعم الفنان الراحل راسم الجميلي في بداياته. كما تميز المخرج صفاء محمد علي بعلاقته الطيبة مع الوسط الفني حيث عاصر نخبة ذهبية من الفنانين منهم غزوة الخالدي وحقي الشبلي ومائدة نزهت وفوزية عارف وطه سالم وسامي قفطان وقاسم الملاك ووجيه عبد الغني وغيرهم.

## رحلته الفنيه
كان صفاء محمد علي فناناً بالفطرة، فمنذ مرحلة الابتدائية راح يشق طريقه الفني حيث كان يشارك بالمسرحيات التمثيلية في المدارس وعرف منذ ذلك الحين كفنان كوميدي يبعث للبهجة والسرور منذ الوهلة الأولى. حبه للفن جعله يترك الدراسة فيما بعد ويتوجه مباشرة نحو العمل الفني فتفرغ له تفرغاً كاملاً. عمل لأول مرة مع الفرقة التمثيلية التابعة لنادي التجدد في الأربعينات وأصبح يقدم عروضاً على المسارح وسط بغداد، هذه العروض كانت شاملة حيث كان يقدم من خلالها فقرات متنوعة خلال العرض الواحد تشمل الغناء والرقص والوصلات الريفية والتمثيل المسرحي الكوميدي الذي اشتهر من خلاله باسم زرزور بيك.
شارك صفاء محمد علي في العديد من العروض المسرحية، مثل (رصاصة في القلب) و (مصر القيصر) و (أميرة العفاف) و (الزوجة الخائنة) و (شعلة الصحراء). وفي عام 1976م انتسب صفاء محمد علي إلى الفرقة القومية للتمثيل التابعة للمؤسسة العامة للسينما والمسرح، ومثل في بعض إنتاجاتها المتميزة مثل: (مقامات ابي الورد) و (المتنبي) التي عرضت في التلفزيون العراقي وكانت إحدى أنجح المسرحيات في حينها للمخرج الراحل إبراهيم جلال، و (المجنون) للمخرج سليم الجزائري، و (النجمة البرتقالية) للمخرج محسن العزاوي.
أما على صعيد السينما فقد ظهر صفاء محمد علي لأول مرة في فيلم (عليا وعصام) إنتاج ستوديو بغداد وإخراج الفرنسي آندريه شوتان، وذلك ضمن المجموعة التي رافقت أغنية (يا محلة ليلك يا كمر)، ومثل أيضا في فيلم (تسواهن) لمخرجه حسين السامرائي، وفيلم (العودة إلى الريف) للمخرج فالح الزيدي، وفيلم (شذرة البدوية) لمخرجه: عدنان الامام.
في عام 1962م قام صفاء محمد علي بإخراج فيلم (القرار الأخير) أو (حوبة المظلوم) من إنتاج إبراهيم الشيخلي وبطولة كل من جمعة الشبلي وسلمى عبد الأحد والذي عرض بعد منعه من البث لسبع سنوات لأسباب سياسية، وعمل مساعدا للإخراج في فيلم (عفرة وبدر) عام 1964م بطولة ياس علي الناصر وجمعة الشبلي والفنانة سلمة عبد الأحد.
شارك فيما بعد مع الفنان جواد مطشر في إخراج فيلم (غزالة) أو (العائلة البائسة) الذي يعد أحد أنجح الافلام في تاريخ السينما العراقية حيث تم عرضه في ثلاث فترات ولكن بأسماء مختلفة حيث كان العرض الأول في عام 1965م باسم العائلة البائسة، ثم عرض للمرة الثانية في عام 1967م باسم غزالة، كما عرض مرة أخرى في عام 1993م باسم (غزالة وصياد)، يذكر أنه قد شارك في هذا الفلم كمخرج ومثل أيضاً مع أخيه المطرب صبحي محمد علي.
كما قام صفاء محمد علي بتأليف قصة فيلم (سلطانة) الذي أخرجه بنفسه وكان من إنتاج علي السراجي وتمثيل علي الأغواتي ولواحظ. كما تعاون مع نعيم الصافي في إخراج فيلم (ذكريات). وعند مجيئه إلى الفرقة القومية للتمثيل، أشركه المخرج الراحل صاحب حداد في أداء دور مرح في فيلمه (يوم آخر) عام 1979م الذي أنتجته مصلحة السينما والمسرح. وفي عام 1968م تحديداً عمل المخرج صفاء محمد علي في دائرة السينما والمسرح في لجنة تقييم المواهب الفنية مع الراحل رضا الشاطي ونخبة من عمالقة الفن العراقي في حينها. قام صفاء محمد علي بزيارة العديد من الدول العربية مثل سوريا والكويت ومصر وغيرها لغرض عرض مسرحياته هناك والمشاركة في الفعاليات الثقافية كممثل عن الفنانين العراقيين. أسس صفاء محمد علي فرقاً مسرحية عديدة خلال حياته واكتشف من خلال هذه الفرق العديد من المواهب والتي أصبحت فيما بعد مشهورة على مستوى العراق.

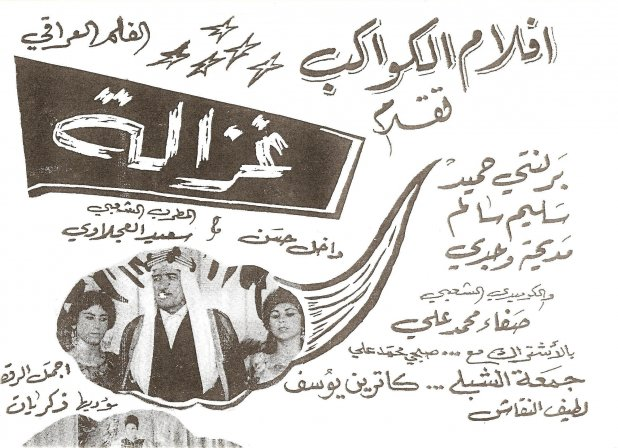
صورة لإعلان فيلم غزالة

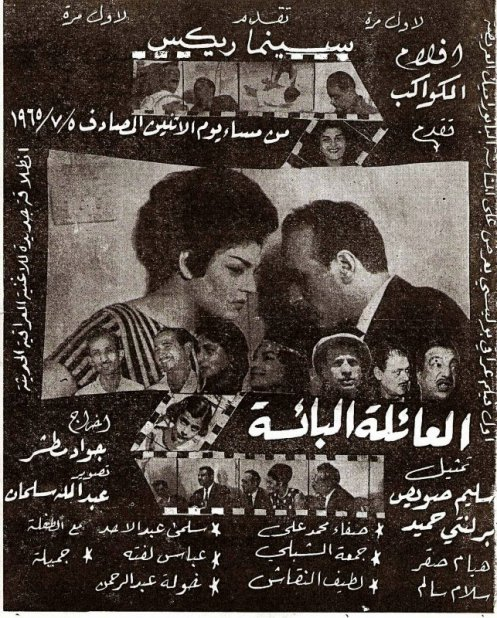
صورة لإعلان فيلم العائلة البائسة

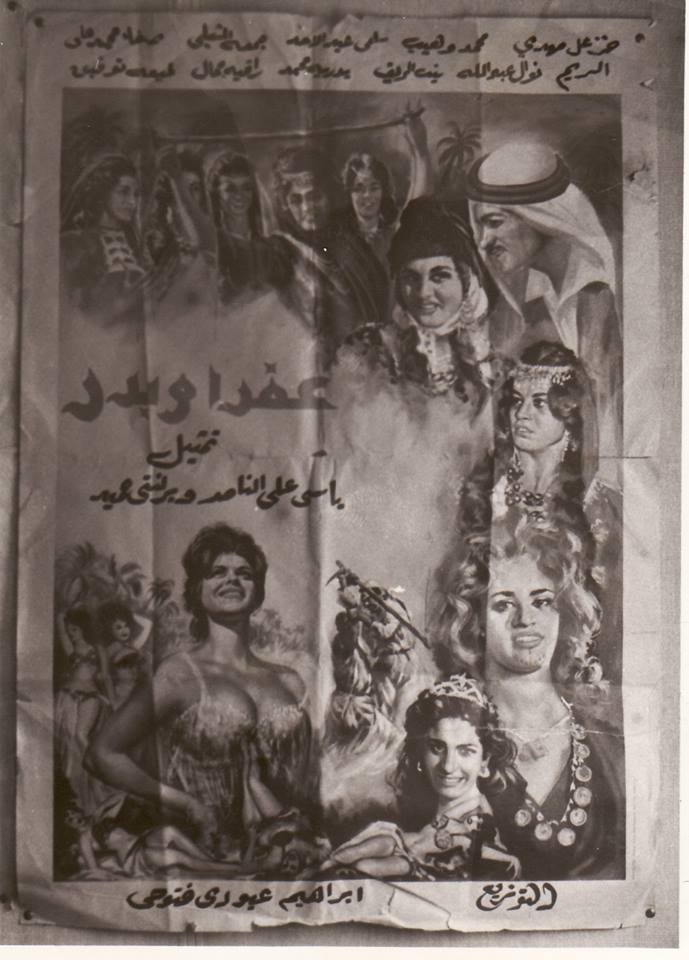
إعلان فيلم عفرة وبدر، 1964

## أشهر أعماله
1. مسرحية رصاصة في القلب.
2. مسرحية مصر القيصر.
3. مسرحية أميرة العفاف.
4. مسرحية الزوجة الخائنة.
5. مسرحية شعلة الصحراء.
6. مسرحية مقامات أبي الورد.
7. مسرحية المتنبي.
8. مسرحية المجنون.
9. مسرحية النجمة البرتقالية.
10. فيلم عليا وعصام.
11. فيلم تسواهن.
12. فيلم العودة إلى الريف.
13. فيلم شذرة البدوية
14. فيلم القرار الأخير (حوبة المظلوم)، 1962م، مخرج.
15. فيلم عفرة وبدر، 1964م، مساعد مخرج.
16. فيلم سلطانة، تأليف وإخراج
17. فيلم غزالة (العائلة البائسة)، 1965م، مخرج وممثل.
18. فيلم يوم آخر، 1979م

## وفاته
توفي الفنان صفاء محمد علي عن عمر يناهز 54 عاماً في دمشق أثناء مشاركته في الإسبوع الثقافي العراقي الذي أقيم في الجمهورية العربية السورية خلال الإسبوع الأخير من شهر كانون الثاني عام 1979م حيث كان لوفاته وقع كبير في الوسط الفني العراقي فبكاه كل من عرفه فنانا يمتلك مهارة تمنحه التفرد بين ممثلي الكوميديا في العراق. نقل جثمانه فيما بعد إلى العراق ودُفن في مقبرة الشيخ معروف في بغداد.